# Lerzy (ruisseau)
Pour les articles homonymes, voir Lerzy.
Le Lerzy est un ruisseau français du département de l'Aisne, en région Hauts-de-France, et un affluent de l'Oise donc un sous-affluent de la Seine.

## Géographie
De 10,76 km de longueur, le Lerzy est un ruisseau français dont le cours se concentre dans le département de l'Aisne. Prenant sa source à La Capelle, il se dirige vers le sud, traverse la commune de Lerzy et se jette dans l'Oise à Sorbais.

### Communes et département traversés
Dans le seul département de l'Aisne, dans l'arrondissement de Vervins, le Lerzy traverse trois communes : dans le sens amont vers aval : La Capelle (source), Lerzy, Sorbais.

## Histoire

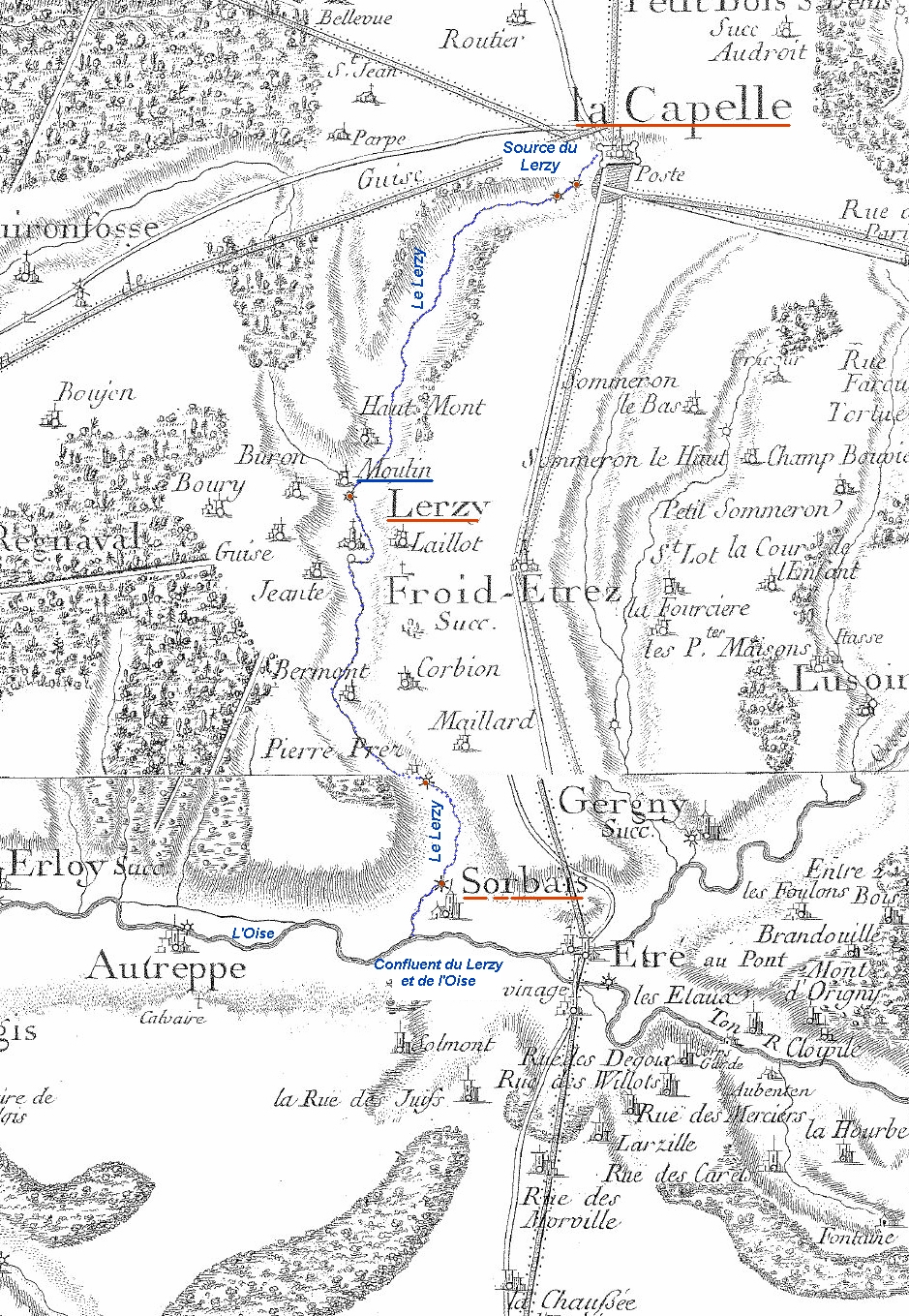
Carte de Cassini du Lerzy (vers 1750).

Sur la carte de Cassini ci-contre datant du milieu du XVIIIe siècle, cinq moulins symbolisés par une roue dentée sont représentés.

Dans son dictionnaire toponymique du Département de l'Aisne publié en 1873, Auguste Maton appelle le Lerzy La Fontaine Royale
La Fontaine Royale est un petit ruisseau qui prend sa source à La Capelle, alimente une usine à tourner le bois et deux moulins, deux moulins à Lerzy et deux autres à Sorbais.

## Affluents
Le Lerzy n'a pas d'affluent référencé

### Rang de Strahler
Son rang de Strahler est donc de un.

## Hydrologie
Le Lerzy traverse une seule zone hydrologique L'Oise du confluent du Ton (exclu) au confluent du Noirieu (exclu) (H004) de 919 km2.

## Aménagements
Deux ponts ont existé sur la commune de Lerzy, avec un péage. Aujourd'hui il y a seulement la route départementale D1730 de Froidestrées à Buironfosse qui passe sur un pont à Lerzy et qui est pratiqué.
On rencontre sur le Lerzy, d'amont en aval les lieux-dits, La Tournerie, Ferme du Moulin, la Rue du moulin, Le grand Moulin, le Petit Moulin.